# Станислав Гондецки
Станѝслав Гондѐцки (на полски: Stanisław Gądecki) е полски римокатолически духовник, доктор по богословие, библеист, викарен епископ на Гнезненската архиепархия и титулярен епископ на Рубикон (1992 – 2002), познански архиепископ митрополит от 2002 година, председател на Полската епископална конференция от 2014 година, вицепредседател на Съвета на Европейската епископална конференция от 2016 година.

## Биография
Станислав Гондецки е роден на 19 октомври 1949 година в град Стшелно, Познанско войводство, в семейството на Зофия и Леон Гондецки.
През 1967 година завършва средно образование в родния си град, след което е приет за обучение в Примасовата висша духовна семинария в Гнезно. Ръкоположен е за свещеник на 9 юни 1973 година в Гнезненската архикатедрала от кардинал Стефан Вишински, примас на Полша. Впоследствие е изпратен е да специализира библеистика в Папския библеистичен институт в Рим. През 1977 година се дипломира като лиценциат. В периода 1976 – 1977 година специализира юдеохристиянски и археологически изследвания в Студиум Библикум Францисканум в Йерусалим. На 16 юни 1982 година в Папския университет „Св. Тома Аквински“ защитава докторска дисертация по библейско богословие на тема „Освобождението и спасението във Втора книга Макавейска“ (на италиански: La liberazione e salvezza nel secondo libro dei Maccabei). По време на своето обучение научава, както древните библейски езици, така и италиански, английски, немски и френски език. През 1982 година се завръща в Полша и е назначен за преподавател по библейски науки в Примасовата висша семинария. Също така преподава английски и немски език. В периода 1986 – 1989 година е вицеректор на Примасовата висша семинария.
На 1 февруари 1992 година папа Йоан Павел II го номинира за викарен епископ на Гнезненската архиепархия и титулярен епископ на Рубикон. Приема епископско посвещение (хиротония) на 25 март в Гнезненската архикатедрала от ръката на кардинал Юзеф Глемп, примас на Полша, в съслужие с Богдан Войтис, титулярен епископ на Васинаса и Герард Бернацки, титулярен епископ на Опидум Консилинум. На 28 март 2002 година папата го номинира за познански архиепископ митрополит. Приема канонично архиепархията на 2 април и влиза Познанската архикатедрала като архиепископ на 20 април. На 29 юни приема от ръцете на папата митрополитския палиум.
През 2014 година е избран за председател на Полската епископална конференция, а от 2016 година е вицепредседател на Съвета на Европейската епископална конференция.